# Domenico Modugno
Domenico Modugno (9. siječnja 1928. – 6. kolovoza 1994.), slavni talijanski pjevač i tekstopisac, te kasnije zastupnik u talijanskom parlamentu.
Rodio se u mjestu Polignano a Mare, regija Apulija (gl. grad Bari). Oduvijek je želio postati glumac. Nakon vojnog roka, 1951. godine, počinje karijeru. Nakon nekoliko godina dostigao je slavu kada je 1958. pobijedio na festivalu Sanremo. Predstavlja Italiju na Eurosongu i završava na trećem mjestu. 1959. godine, ponovno pobjeđuje na Sanremu i predstavlja domovinu. Osvaja drugo mjesto. 1962. osvaja treći put Sanremo. 1966.ponovno predstavlja Italiju na Eurosongu.
1986. godine, priključuje se Talijanskoj Radikalnoj stranci, te postaje njen poslanik za Torino u lipnju 1987. godine. Borio se za prava pacijenata u psihijatrijskoj bolnici Agrigento. Umro je u svojoj kući pokraj mora na otoku Lampedusa.
Napisao je i snimio približno 230 pjesama, glumio u 38 filmova za kino i 7 za televiziju, glumio u 13 kazališnih predstava i vodio nekolicinu televizijskih programa. Poznat je naročito zbog četiri pobjede na festivalu u Sanremu, iznad svega za pobjedu 1958. godine s pjesmom Nel blu dipinto di blu, napisano zajedno s Francom Migliaccijem i svjetski poznata pod nazivom Volare, jedna od najpoznatijih talijanskih pjesama u svijetu.

## Vanjske poveznice
- Službene stranice
- Prijevod pjesme volare na hrvatski  Arhivirana inačica izvorne stranice od 17. veljače 2021. (Wayback Machine)
- Domenico Modugno  Arhivirana inačica izvorne stranice od 31. kolovoza 2010. (Wayback Machine) na Internet Movie Database